# Demetrio e Polibio
Demetrio e Polibio (dt.: Demetrius und Polibius) ist eine Oper (Originalbezeichnung: „dramma serio“) in zwei Akten von Gioachino Rossini. Das Libretto stammt von Vincenzina Viganò Mombelli. Die Komposition wurde vor 1810 fertiggestellt und am 18. Mai 1812 im Teatro Valle in Rom uraufgeführt.

## Handlung
Siveno, ein junger Mann, lebt am Hofe von Polibio, dem König der Parther, und gilt als Sohn eines seiner ehemaligen Minister. In Wahrheit ist er jedoch der Sohn von Demetrio, dem König von Syrien. Als dieser vorübergehend seine Macht und seine Familie verloren hatte, war sein Sohn von einem inzwischen verstorbenen Diener Demetrios gerettet worden und heimlich an Polibios Hof gebracht worden, ohne dem Kind oder irgendjemand dort die wahre Identität des Jungen mitzuteilen. Siveno verliebt sich in Lisinga, die Tochter Polibios. Kurz bevor die Ehe geschlossen werden soll, erscheint plötzlich Demetrio, der inzwischen die Herrschaft über Syrien zurückgewonnen hat, getarnt als Botschafter des syrischen Königs unter dem Namen Eumene. Er fordert von Polibio die Übergabe Sivenos, was jedoch abgelehnt wird. Als Eumene statt seines Sohnes nun Lisinga allein im Brautgemach antrifft, entführt er sie als Faustpfand. Beim Austausch der Brautleute gibt sich Eumene (Demetrio) Siveno gegenüber als sein Vater zu erkennen. Inzwischen hat Lisinga jedoch eine Streitmacht der Parther zu den Waffen gerufen, um Eumene zu töten. Dies wird im letzten Moment von Siveno verhindert. Daraufhin gibt sich Eumene für alle als Demetrio, König der Syrer zu erkennen und schließt mit Polibio Frieden. Nun kann das junge Paar endlich ein glückliches und unbeschwertes Leben beginnen.
Die folgende Inhaltsangabe basiert auf dem Libretto der Urfassung von 1812. In späteren Fassungen gibt es zusätzliche Szenen mit Almira/Olmira, einer Vertrauten Lisingas, und Onao, einem Gefolgsmann Polibios.

### Erster Akt
Audienzsaal mit einem Thron an der Seite
Szene 1. Umgeben von den Großen des parthischen Reichs und den Wachen sitzt Siveno zu Füßen Polibios. Polibio liebt Siveno wie seinen eigenen Sohn, da er keinen eigenen hat. Siveno schwört ihm seine Treue (Duett Polibio/Siveno: „Mio figlio non sei“). Seine Hochzeit mit Polibios Tochter Lisinga steht bevor (Arie Siveno: „Pien di contento il seno“).
Szene 2. Der vermeintliche Gesandte Eumene (in Wirklichkeit der syrische König Demetrio selbst) tritt mit seinem Gefolge vor den Thron, auf dem Polibio inzwischen Platz genommen hat, und überreicht ihm verschiedene Geschenke. Eumene bittet Polibio darum, ihm den jungen Siveno mitzugeben, der am parthischen Hofe aufgezogen wurde. Dieser sei der einzige Sohn Minteos, eines engen Freundes seines Königs, der ihn nun nicht länger entbehren könne. Polibio will sich nicht von Siveno trennen und lehnt ab. Es kommt zu einem erbitterten Wortstreit (Duett Polibio/Eumene: „Non cimentar lo sdegno“). Beide trennen sich zornerfüllt.
Prunkvoller Tempel mit einem Altar in der Mitte und einem Thron an der Seite
Szene 3. Siveno, Polibio, Priester und Volk treten auf. Siveno erklärt seine Freude über die nun bevorstehende Verbindung mit Lisinga. Polibio besteigt den Thron (Chor: „Nobil gentil donzella“). Lisinga kommt hinzu und tritt zusammen mit Siveno vor den Altar (Arie Lisinga: „Alla pompa già m’appresso“). Sie schwören sich ewige Liebe (Duett Lisinga/Siveno: „Questo cor ti giura amore“). Polibio freut sich für die beiden, drückt dann aber seine Sorge über das Verhalten des syrischen Botschafters aus. Siveno erklärt, weiter zu ihm zu halten und seine Rechte notfalls auch im Kampf schützen zu wollen. Lisinga will ihm beistehen (Terzett Lisinga/Siveno/Polibio: „Sempre teco ognor contenta“).
Großer Platz mit Blick auf den königlichen Palast
Szene 4. Eumene naht sich mit seinem Gefolge vorsichtig der Burg (Chor: „Andiamo taciti“). Er hat die parthischen Wachen und Diener bestochen, um in das Schloss eindringen und Siveno entführen zu können (Arie Eumene mit Chor: „All’alta impresa tutti“).
Königliches Kabinett mit einem Alkoven und einem Sofa; Nacht
Szene 5. Lisinga hat sich müde auf dem Sofa niedergelassen (Arie Lisinga: „Mi scende sull’alma“). Eumene dringt mit Bewaffneten und Fackelträgern durch eine Seitentür in das Zimmer ein. Zwar findet er darin nicht Siveno vor, aber nun soll ihm Lisinga als Geisel dienen. Lisinga ruft um Hilfe und fleht vergeblich um Mitleid (Finale I: „Ohimè, crudel, che tenti“). Polibio und Siveno haben ihre Rufe vernommen und eilen herbei. Um sie aufzuhalten, steckt Eumene das Zimmer in Brand. Lisinga wird fortgeschleppt.

### Zweiter Akt
Königliches Kabinett
Szene 1. Der Chor besingt den Kummer des Königs (Chor: „Ah che la doglia amara“). Polibio trauert über den Verlust seiner Tochter (Arie Polibio: „Come sperar riposo“). Siveno ruft zur Verfolgung des Verräters auf.
Ländliche Gegend in der Nähe der Stadt
Szene 2. Eumene führt die gefangene Lisinga herbei. Er versichert ihr, dass sie nichts zu befürchten habe, weil er Siveno und damit auch seine Gattin liebe. Siveno und Polibio haben sie inzwischen eingeholt. Es kommt zum Handgemenge. Eumene droht damit, Lisinga zu töten. Im Gegenzug erklärt Polibio, Siveno lieber zu erstechen als ihn ihm zu überlassen (Quartett: „Donami omai Siveno“). Da entdeckt Eumene ein Medaillon am Hals Sivenos und erkennt, dass dieser sein Sohn ist. Er beendet den Kampf, und alle versöhnen sich („Figlio/a qual gioja io provo“). Als aber Eumene nun Sivene zu sich ruft, um mit ihm in seine Heimat zurückzukehren, kommt es erneut zum Streit („All’armi, o Fidi miei“). Lisinga und Siveno werden gewaltsam getrennt. Polibio entfernt sich mit seiner Tochter. Siveno wirft sich trostlos auf einen Felsen.
Szene 3. Eumene gibt sich seinem Sohn zu erkennen und weist ihn auf das Medaillon hin. Siveno ist erleichtert, bittet seinen Vater aber, ihm die Geliebte wiederzugeben (Arie Siveno: „Perdon ti chiedo, o padre“).
Audienzsaal mit einem Tisch und Stühlen
Szene 4. Lisinga ruft Polibio und die Großen des Reiches zur Rache gegen den Entführer Sivenos auf (Arie Lisinga mit Chor: „Superbo! ah tu vedrai“).
Feldlager mit Aussicht auf die Stadt
Szene 5. Eumene tritt aus seinem Zelt. Er macht sich Vorwürfe, dem Flehen seines Sohnes nachgegeben und ihn gehen lassen zu haben (Arie Eumene mit Chor: „Lungi dal figlio amato“). Lisinga erscheint mit ihren Leuten. Sie besiegen Eumene. Bevor Lisinga ihn töten kann, taucht Siveno auf und wirft sich dazwischen, um seinen Vater zu schützen. Eumene ist froh, dass sich sein Sohn endlich für ihn entschieden hat. Er gibt Lisinga und Siveno seinen Segen. Der Chor bejubelt das Glück, das nun über Persien und Syrien hereinbrechen wird.
Szene 6. Während sich alle zum Abmarsch aufstellen, um sich zum König zu begeben, erscheint Polibio mit seinem Gefolge (Chor: „Festosi al re si vada“). Er ist zunächst erschrocken, Siveno friedlich bei seinem Feind zu sehen. Eumene gibt sich nun offiziell als syrischer König Demetrio und Vater Sivenos zu erkennen und reicht Polibio die Hand zur Freundschaft. Die Oper endet mit einem allgemeinen Freudenchor (Tutti und Chor: „Quai moti al cor io sento“).

## Gestaltung
Stendhal rühmte an diesem Jugendwerk Rossinis die „erhabenen Kantilenen“ und die „Anmut und die Bescheidenheit der Begleitungen.“:35:122 Es enthält jedoch nur wenige dramatische Szenen. Zu diesen zählen das Finale des ersten Akts und das Quartett „Donami omai Siveno“ (zweiter Akt, Szene 2),:7 über das Stendhal schwärmte: „Dieses Stück ist unübertrefflich. Wenn Rossini nur dieses eine Quartett geschrieben hätte, dann hätten Mozart und Cimarosa ihn als ebenbürtig anerkannt. Es hat zum Beispiel eine Leichtigkeit in der Durchführung, was man in der Malerei als fait avec rien bezeichnet, die ich bei Mozart nie entdeckt habe.“:121 Richard Osborne weist speziell auf die „reizvolle[n] Melodie von Lisingas ‚Padre, qual gioia prova‘ aus dem Andante giusto“ und auf die „drängende[n] Chromatik zu Anfang dieses Satzes“ hin.:151
Als gelungenstes Stück der Oper gilt jedoch das Liebesduett von Lisinga und Siveno „Questo cor ti giura amore“ (erster Akt, Szene 3), das Rossini später mehrfach wiederverwendet hat:7:152 und über das Stendhal schrieb: „es ist unmöglich, die Liebe mit noch mehr Anmut und weniger Traurigkeit zu schildern.“:122
Möglicherweise stammen eine oder zwei Nummern der Oper vom Auftraggeber Mombelli selbst. In Frage kommen die Cavatine des Eumene „Presenta in questi doni“ (erster Akt, Szene 2, im Libretto der Fassung von 1812 nicht enthalten) und die Arie des Siveno „Perdon ti chiedo, o padre“ (zweiter Akt, Szene 3) sowie die Rezitative.:7

## Werkgeschichte
Erste Teile des Werkes wurden vom knapp 15-jährigen Rossini im Jahr 1806 begonnen. Der Tenor und Impresario Domenico Mombelli, der selbst auch einige Teile ergänzte, beauftragte Rossini die Oper für sich und seine Familie zu vollenden. Das Libretto wurde von seiner Frau Vincenzina Mombelli angefertigt. Es basiert auf Motiven aus Pietro Metastasios Demetrio.:6 Rossini erhielt die einzelnen Stücke nach und nach und komponierte sie separat.:18 Dabei ahnte er nach eigener Aussage nicht, dass es eine Oper werden würde.:34 Sie wurde vor 1810 fertiggestellt und ist damit die erste komponierte Oper Rossinis. Die öffentliche Uraufführung fand jedoch erst am 18. Mai 1812 im Teatro Vallo in Rom nach einer Einstudierung durch Mombelli unter der Leitung des Impresarios Rambaldi statt. Rossini war dabei höchstwahrscheinlich nicht anwesend.:34 Auch an der Aufführung waren die Mombellis führend beteiligt. Domenico sang die Rolle des Demetrio, während seine beiden Töchter Ester und Marianna die Partien der Lisinga und des Siveno übernahmen. Der Bass Lodovico Olivieri, ein Freund der Familie, verkörperte den Polibio.
In den folgenden Jahrzehnten wurde das Werk an verschiedenen italienischen Opernhäusern aufgeführt, so 1814 in Bologna, 1815 in Padua, 1817 im Teatro San Benedetto in Venedig, 1818 in Palermo, 1829 im Teatro alla Scala in Mailand und 1838 im Teatro del Fondo in Neapel. Außerdem gab es bis 1820 Aufführungen in Wien, Dresden und München.:424
Aufgrund der für die Opernhäuser attraktiveren späteren Opern von Rossini geriet das Werk anschließend weitgehend in Vergessenheit. Vermutlich wurde es erst 1979 in der toskanischen Kleinstadt Barga wieder aufgeführt. 1992 gab es eine konzertante Aufführung in Martina Franca,:8 und 2010 wurde es beim Rossini Opera Festival Pesaro gespielt. 2016 wurde Demetrio e Polibio im Rahmen des Festivals Rossini in Wildbad gegeben. Deutschlandradio Kultur sendete einen Mitschnitt der Aufführung.
Rossini verwendete einige Stücke der Musik in späteren Werken erneut. Beispielsweise tauchen Anfang und Ende des Quartetts im Quintett des zweiten Aktes von L’equivoco stravagante auf.:27 Weitere Entlehnungen finden sich in La pietra del paragone,:36 Ciro in Babilonia:160 und Il signor Bruschino (das Liebesduett Florville/Sofia „Quanto è dolce a un alma amante“).:28

## Aufnahmen
- 27. Juli 1979 – Bruno Rigacci (Dirigent), Orchestra Giovanile Internazionale di Opera Barga, Coro della „Guido Monaco“ di Prato.
 Giandomenico Bisi (Demetrio), Aldo Bramante (Polibio), Cecilia Valdenassi (Lisinga), Benedetta Pecchioli (Siveno), Enrico Facini (Alcandro).
 Live aus Barga, gekürzte Bearbeitung von Bruno Rigacci.
 Bongiovanni LP: GB 2001/2.[9]:15389
- 27. Juli 1992 – Massimiliano Carraro (Dirigent), Grazer Symphonieorchester, Bratislava Sluk Chamber Chorus.
 SDalmacio Gonzalez (Demetrio und Eumene), Giorgio Surjan (Polibio), Christine Weidinger (Lisinga), Sara Mingardo (Siveno), Anna Laura Longo (Olmira), Martina Fullone (Onao).
 Live aus Martina Franca.
 Dynamic CD: CDS 171/1-2.[9]:15390
- Juli 1993 – Wilhelm Keitel (Dirigent), Minsk Chamber Orchestra.
 Peter Koppelmann (Demetrio), Stefan Sevenich (Polibio), Sybille Wolf (Lisinga), Carola Guber (Siveno), Dirk Donat (Erzähler).
 Live aus Rügen.[9]:15391
- 8. September 1996 – Giuliano Carella (Dirigent).
 Aldo Bertolo (Demetrio), Pietro Spagnoli (Polibio), Maria Costanza Nocentini (Lisinga), Sonia Ganassi (Siveno), Edwin van Gelder (Alcandro), Persephone Abbott (Olmira).
 Live aus Dordrecht.
 Lyric Distribution Incorporated ALD 4085 (MC, 1996).[10]
- 2010/2011 – Corrado Rovaris (Dirigent), Orchestra Sinfonica G. Rossini, Prager Kammerchor, Davide Livermore (Inszenierung), Accademia di belle arti di Urbino (Ausstattung).
 Yijie Shi (Demetrio), Mirco Palazzi (Polibio), María José Moreno (Lisinga), Victoria Zaytseva (Siveno).
 Video; live vom Rossini Opera Festival Pesaro.
 Unitel Classica A00008933.[11]
- 17./22. Juli 2016 – Luciano Acocella (Dirigent), Virtuosi Brunensis, Bach Chor Poznań.
 César Arrieta (Demetrio), Luca Dall’Amico (Polibio), Sophia Mchedlishvili (Lisinga), Victoria Yarovaya (Siveno).
 Live aus dem Königlichen Kurtheater Bad Wildbad vom Festival Rossini in Wildbad; Koproduktion mit Deutschlandradio Kultur.
 Naxos 8.660405-06 (2 CDs).[12]